# Ashingdon
Ashingdon är en by och en civil parish i Rochford i Essex i England. Orten har 3 634 invånare (2011). Byn nämndes i Domedagsboken (Domesday Book) år 1086, och kallades då Nesenduna.